# Йожеф Божик
Йожеф Божик (угор. Bozsik József; 28 листопада 1925, Кішпешт — 31 травня 1978, Будапешт) — угорський футболіст, тренер. Виступав на позиції півзахисника. Грав за збірну Угорщини.

## Біографія
Йожеф Божик народився в Кішпешті, (нині один з районів Будапешта). Отримав прізвисько «Куку» від своєї бабусі. Він ріс граючи у футбол на місцевому стадіоні в Кіштпешті зі своїм найкращим другом і сусідом Ференцем Пушкашем. У 11 років, він привернув увагу, ФК КАЦ і клуб підписав з ним контракт молодіжної команди. 1943 року дебютував у складі першої команди проти Вашаш СК. Згодом перейшов у ФК Гонвед, де і провів всю кар'єру.
За збірну Угорщини він дебютував у віці 22 років у матчі проти Болгарії 17 серпня 1947 і виграв 101 матч і забив 11 м'ячів. Божик виграв олімпійський титул з країною в 1952 році в Хельсінках і посів друге місце з збірною Угорщини на Чемпіонаті Світу в 1954 році. Він також брав участь у знаменитому матчі 6-3, коли Угорщини перемогла Англію на Уемблі (7-1).

## Смерть
Йожеф Божик помер у Будапешті у віці 52 років, у зв'язку з серцевою недостатністю. Він став почесним громадянином Кішпешт — посмертно.

## Досягнення
- Олімпійський чемпіон: 1952
- Віце-чемпіон світу: 1954
- Чемпіон центральної Європи: 1953
- Чемпіон Угорщини: 1949/50, 1950, 1952, 1954, 1955
- Найкращий футболіст Угорщини: 1952